# Mo Gilligan
Moseph Bikila Gilligan, conosciuto semplicemente come Mo Gilligan (Londra, 19 febbraio 1988), è un comico e conduttore televisivo britannico.
Diventato noto grazie alla stand-up comedy, ha successivamente condotto il programma televisivo The Lateish Show with Mo Gilligan e le edizioni del 2022 e del 2023 dei BRIT Awards.

## Biografia
Nato a Londra da genitori originari di Giamaica e Saint Lucia, sviluppa una passione per la comicità e le arti performative già durante la formazione scolastica. Durante l'età adulta inizia a lavorare come stand-up comedian, acquisendo una popolarità sempre maggiore anche grazie all'utilizzo del social media per veicolare la sua comicità. Nel 2017 la sua popolarità cresce vertiginosamente dopo che il rapper Drake inizia a sponsorizzarlo attraverso il suo account Instagram.
Dal 2018 affianca Big Narstie nella co-conduzione del programma televisivo The Big Narstie Show, mentre dal 2019 conduce da solo la trasmissione a lui intitolata, The Lateish Show with Mo Gilligan. Sempre nel 2019 realizza il suo primo speciale televisivo per Netflix intitolato Mo Cilligan: Momentum, a cui seguirà un secondo speciale per la medesima compagnia nel 2022. A partire dal 2020 prende parte alla versione britannica del franchise The Masked Singer, svolgendo il ruolo di giudice.
In contemporanea al lavoro in televisione, Cilligan continua inoltre ad esibirsi in spettacoli comici, riuscendo a raggiungere il tutto esaurito in strutture di rilievo come l'Hammersmith Apollo. Negli anni successivi, Cilligan viene selezionato come conduttore dei BRIT Awards, conducendo le edizioni del 2022 e del 2023 dell'evento musicale. Gli viene successivamente assegnata la conduzione di That's My Jam, edizione britannica dell'omonima trasmissione statunitense condotta da Jimmy Fallon.

## Programmi televisivi
- The Johnny and Inel Show (2014)
- Drunk History: UK (2017)
- Sky Comedy Christmas Shorts (2017)
- The Big Narstie Show (2018-2022) – Co-conduttore
- The Lateish Show with Mo Gilligan (2019-2022) – Conduttore
- Mo Cilligan: Momentum (2019)
- Celebrity Gogglebox (2020)
- Stand Up to Cancer (2020)
- The Cube (2020) – Concorrente
- The Masked Singer UK (2020-presente) – Giudice
- The Masked Dancer UK (2021-presente) – Panelist
- Mo Gilligan + Friends: The Black British Takeover (2021)
- Brit Awards (2022-2023) – Conduttore